# Aufbauseminar für punkteauffällige Kraftfahrer
Durch ein Aufbauseminar für punkteauffällige Kraftfahrer, kurz ASP genannt, konnten bis zum 30. April 2014 im deutschen Verkehrszentralregister in Flensburg gesammelte Punkte abgebaut beziehungsweise der Entzug der Fahrerlaubnis verhindert werden.
Beim Erreichen von 8 Punkten wurde der Betroffene durch die Fahrerlaubnisbehörde verwarnt und auf die Möglichkeit des Punkteabbaus durch die freiwillige Teilnahme an einem ASP hingewiesen. Bei einem Punktestand von bis zu 8 Punkten bestand die Möglichkeit 4 Punkte abzubauen. Bei 9 bis 13 Punkten konnten noch 2 Punkte abgebaut werden.
Bei 14 bis 17 Punkten wurde die Teilnahme an einem ASP verpflichtend angeordnet, sofern der Betroffene nicht innerhalb der letzten fünf Jahre bereits an einem Seminar teilgenommen hatte. Allerdings erfolgte hierbei keine Punktelöschung. Eine Nichtteilnahme führte zum Entzug der Fahrerlaubnis.
Durch die Reform des Punktesystems am 1. Mai 2014 ist die Möglichkeit des Punkteabbaus durch ein Aufbauseminar weggefallen, seitdem kann durch die Teilnahme an einem Fahreignungsseminar ein Punkt abgebaut werden.